# Нововоротниковский переулок
Нововоротнико́вский переу́лок — улица в центре Москвы в Тверском районе между Краснопролетарской и Селезнёвской улицами. Здесь расположен старинный храм Преподобного Пимена Великого, что в Новых Воротниках.

## Происхождение названия
Получил название по слободе Новые Воротники, которая возникла в результате переселения сюда в 1658 году части воротников из Земляного города у Тверской заставы (где остались Старые Воротники). Название слободы и урочища Воротники, произошло от профессии жителей, на которых была возложена охрана ворот, довольно многочисленных в старой Москве. В начале XVIII веке переулок именовался Пименовским по храму Преподобного Пимена Великого, что в Новых Воротниках, сооруженному в 1658 году, позднее — Лобановским, по домовладельцу Лобанову-Ростовскому. В 1922 году было восстановлено первоначальное историческое название.

## Описание
Нововоротниковский переулок начинается слева от Краснопролетарской улицы, проходит сначала на запад, затем поворачивает на северо-запад и выходит на Селезнёвскую улицу напротив Сущёвской улицы недалеко от станции метро «Новослободская». Между Нововоротниковским переулком и Пименовским тупиком стоит храм Преподобного Пимена Великого.

## Транспорт
- По переулку проходит трамвайный маршрут № 50.

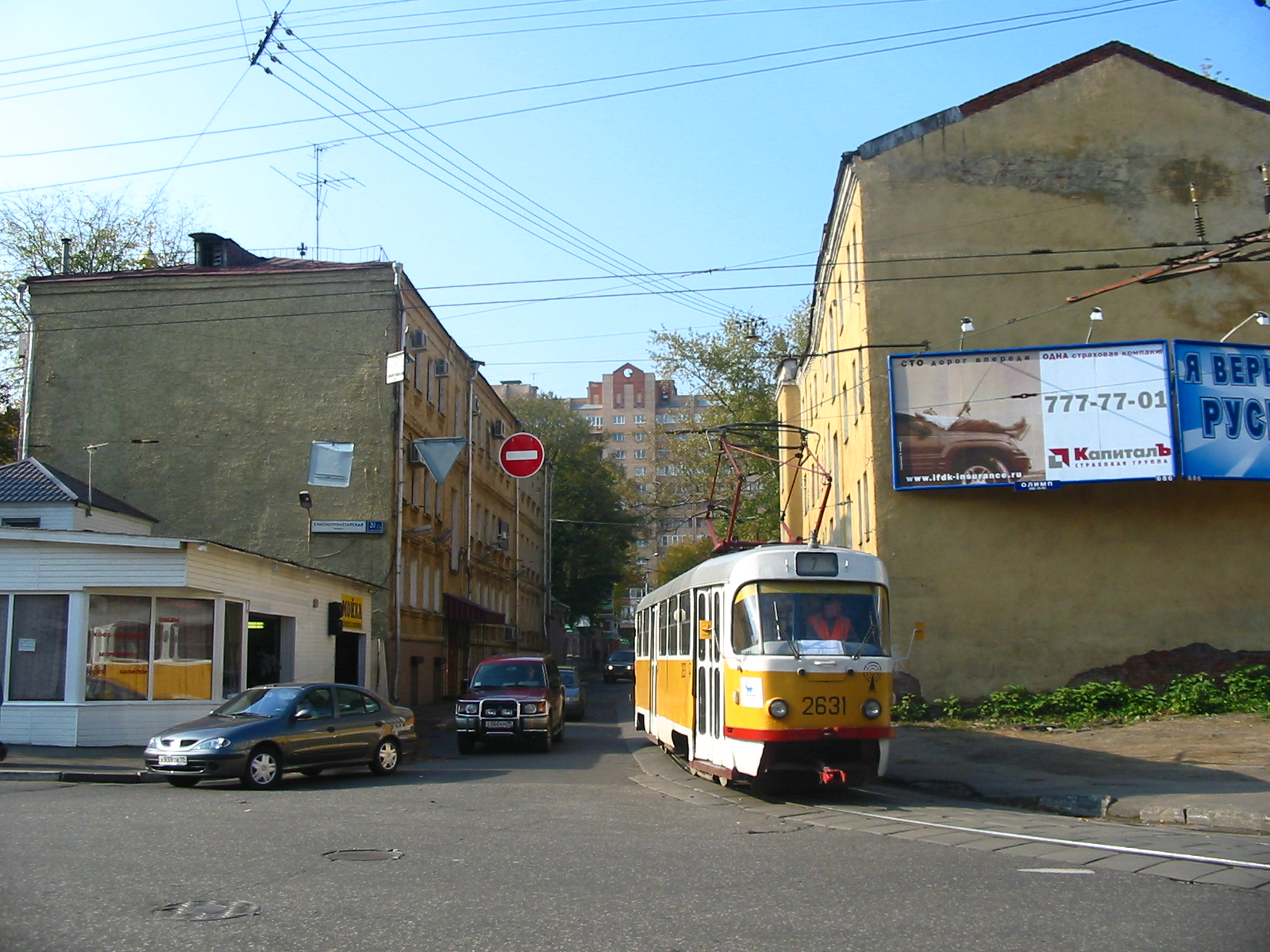
Трамвай в Нововоротниковском переулке (2003)

## Примечательные здания
По нечётной стороне:
- № 3 — Церковь Пимена Великого в Новых Воротниках;

По чётной стороне:
- № 10 — детский сад № 1921.